# 에바 모제스 코르
에바 모제스 코르(영어: Eva Mozes Kor, 1934년 1월 31일 ~ 2019년 7월 4일)는 루마니아에서 태어난 홀로코스트의 생존자였다. 그녀의 쌍둥이 여동생 미리엄과 함께, 코르는 제2차 세계 대전 동안 독일이 점령한 폴란드의 아우슈비츠 수용소에서 SS 의사 요제프 멩겔레의 지시에 따라 인간 실험을 받았다. 그녀의 부모님과 두 명의 언니들은 비르케나우의 가스실에서 사망했고, 미리엄과 둘만 살아남았다.
코르는 대중들에게 우생학, 홀로코스트, 용서의 힘에 대해 교육하기 위한 목적으로 1984년에 "아우슈비츠 나치 치명적 실험 생존자들"의 약자인 CANDS를 설립했고 이 프로그램을 통해 멩겔레의 122명의 다른 생존자들을 찾아냈다. 한스 뮌히를 만난 후, 코르는 자신에게 행해진 일에 대해 나치를 공개적으로 용서하면서 국제적인 관심을 받았다. 이 이야기는 나중에 2006년 다큐멘터리 "멩겔레 박사 용서"에서 탐구되었다. 그녀는 6권의 책을 저술하거나 공동 집필했으며 수많은 추모식과 프로젝트에 참여했다.